# Eduardo Arranz-Bravo
Eduardo Arranz-Bravo (Barcelona, 9 de octubre de 1941 - Vallvidrera, 20 de octubre de 2023) fue un pintor español.

## Biografía
Eduardo Arranz Bravo nació el 9 de octubre de 1941 en Barcelona estudió en la Escuela San Jorge de Bellas Artes de 1959 a 1962.

En 1961 realizó su primera exposición individual, 15 pinturas por Arran, en el Club Universitario de Barcelona. La exposición que le supuso el reconocimiento de los críticos de Barcelona fue organizada por el Centro de Cultura Contemporánea de Barcelona en 1962. Entre 1968 y 1970 formó parte de un grupo de artistas conformados por Gerard Sala, Robert Llimós y Rafael Bartolozzi Lozano, con quien continuó colaborando hasta 1982, alternando entre exposiciones colectivas e individuales. El contacto con estos artistas influyeron en su precoz trabajo.
Barcelona, (1971–1972), Miró 80, Mallorca (1973–1974), Artistas de Cataluña. Entre el Dau al Set y los conceptuales Santillana del Mar (1974), 15 años de la Casa del siglo XV, Segovia, (1978), Los artistas y su paso por EINA Galería Trece de Barcelona (1980) y Mosaico, Madrid (1983), entre otros.
En 1992 realiza una exposición Antológica al Paço Imperial de Río de Janeiro, donde anteriormente representante en España, sólo habían expuesto Pablo Picasso y Joan Miró. Expone en el Pabellón de Cataluña en la Expo Mundial de Sevilla.
En 1998 realiza la primera exposición RN las Franklin Bowles Galleries de Nueva York donde inicia una intensa colaboración con esta galería, que introduce su obra en todo el mundo.
Exposiciones en Barcelona, Segovia, Bilbao y Bad Honnef. Presenta la serie Faith en el Museo Nacional Centro de Arte Reina Sofía de Madrid. Expone de nuevo en Alemania, esta vez en Friburgo. Realiza la escenografía para la cuna a la silla pasando por el banco, de Martí Peraferrer en la Sala Muntaner de Barcelona.
En 2010 Realiza sus exposiciones anuales a las galerías Franklin Bowles Galleries, en San Francisco y New York. También expone en Roma, en la Galería Edieuropa, así como en la ciudad de Barcelona, en la Galería Ámbito y en el Hospital Valle de Hebrón. Paralelamente la Fundación Arranz-Bravo organiza las exposiciones temáticas, Arranz-Bravo: Impaktes y Arranz-Bravo. Autorretratos.
Del 2014 es su primera exposición en China, de la mano de la galería Liu Fine Arts. A su vez, también realiza la primera exposición individual en Moscú. Dos años más tarde expone en el Instituto Cervantes de Moscú, así como las galerías de Franklin Bowles de New York y San Francisco. La Fundación Arranz-Bravo organiza Arranz-Bravo. El dibujo en acción, una revisión de los usos y técnicas empleados en la disciplina del dibujo.
En 2020 finaliza la restauración de la pintura de la Fábrica Tipel en Parets del Vallés, iniciada el verano de 2019.
Falleció durante la madrugada del 20 de octubre de 2023, en su estudio de Vallvidrera.

## Trabajo
En su precoz trabajo figurativo y neofigurativo después de que en 1967, intente representar un hombre moderno con sus problemas, miedos, aislamientos, preocupaciones y represiones.

También participó en el 39.º Venice Biennale en 1980 y recibió varios premios.
Recibió, entre otros premios, el Segundo Bienal Internacional del Deporte, el premio Figura en el Bienal Estrada 
Saladich, y el premio Inglada-Guillot de dibujo. Su trabajo está exhibido en el Museo de Arte Moderno en Madrid (Museo Nacional Centro de Arte Reina Sofía), en el Museo de Bellas artes de Vitoria, en el Museo de São Paulo y en el Museo de Sevilla.